# Magyar AC
Magyar Atletikái Club, também abreviado para Magyar AC, é um clube húngaro multiesportivo da cidade de Budapeste, já extinto.
Fundado em 1875 como um clube multiesportivo, o Magyar AC abriu seu departamento de futebol em 1895, tendo sido vice-campeão do Campeonato Húngaro de Futebol duas vezes (1907 e 1909), sendo desativado em 1946.